# Daniel Donskoy

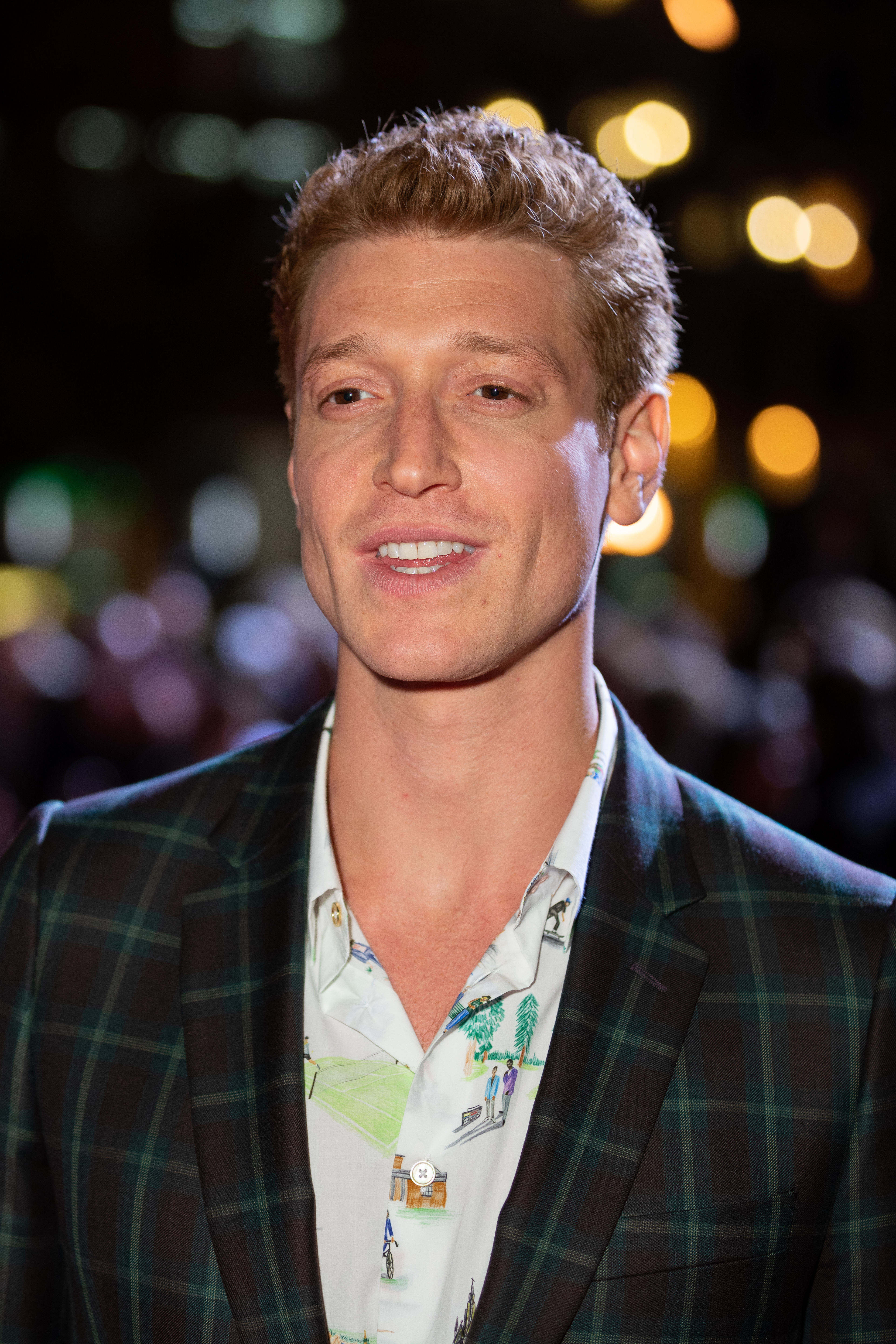
Daniel Donskoy, 2019

Daniel Donskoy (* 27. Januar 1990 in Moskau, Russische SFSR, Sowjetunion) ist ein deutscher Schauspieler, Regisseur, Theaterproduzent und Musiker.

## Leben
Daniel Donskoy stammt aus einer ukrainisch-russischen jüdischen Familie. Seine Mutter ist gebürtige Ukrainerin, sein Vater Russe. Im Jahre 1990, kurz nach Donskoys Geburt, zogen die Eltern als jüdische Kontingentflüchtlinge nach Berlin. Donskoy wuchs mit den Sprachen Russisch, Hebräisch, Deutsch und Englisch auf. Im Alter von fünf Jahren begann er, Klavier zu spielen; er sang in verschiedenen Chören und brachte sich das Gitarrespielen bei. Nach der Trennung seiner Eltern zog er mit seiner Mutter und deren neuem Lebensgefährten im Jahr 2002 nach Tel Aviv in Israel. Sein Vater und seine Geschwister leben mittlerweile in der Schweiz.
Im Alter von 18 Jahren ging Donskoy 2008 zurück nach Berlin. Er wollte zunächst Medizin studieren, begann dann jedoch Biologie und Medienmanagement zu studieren. Er jobbte als Barkeeper im Berliner Kulturzentrum Tacheles und nahm nebenbei verschiedene Aufträge als Model an. Im Alter von 20 Jahren nahm er Ballettunterricht und sprach bei Schauspielschulen in Berlin, München und London vor.
Donskoy lebt in London und Berlin.

## Karriere
Von 2011 bis 2014 absolvierte Donskoy eine Schauspiel- und Musicalausbildung an der Arts Educational School in London, die er mit einem Bachelor in Musical/Theatre abschloss. Im Sommer 2012 studierte er für ein Semester am Lee Strasberg Institute in New York City. Sein Theaterdebüt gab er in dem Stück Porn Virgins von Maud Madeline und Sharlit Deyzac, das im Sommer 2014 in Rahmen des Londoner Camden Fringe Festivals aufgeführt wurde. Er spielte im Stück den Surfer Stan, der mit seiner Freundin aus den Vereinigten Staaten nach London geht und, nachdem er von ihr verlassen wurde, als Pornodarsteller arbeitet.
Weitere Theaterengagements hatte er in London am The Andrew Lloyd Webber Foundation Theatre (2014), am Arcola Theatre (2015), am Arts Theatre im West End (2015), am Garrick Theatre (2015) und am St. James Theatre (2016). Am Nottingham Playhouse spielte er 2016 die Rolle des Jim O’Connor in Die Glasmenagerie. Ab 2015 arbeitete er in London auch als Theaterregisseur, Theaterproduzent und Theaterautor.
Nach 2016 verlagerte Donskoy seinen künstlerischen Schwerpunkt auf Film und Fernsehen. Er spielte Haupt- und Gastrollen in den britischen Serien Detectorists (2015), Casualty (2016) und Victoria (2016).
Anfang 2017 war er zum ersten Mal im deutschen Fernsehen zu sehen. In der ZDF-Serie SOKO Leipzig spielte er den israelischen Soldaten Avi Cohen, der nach Leipzig kommt, um den Mord an seiner Mutter zu rächen. Es folgten Ende 2017 Episodenrollen in ZDF-Produktionen, so in der 16. Staffel der Krimiserie SOKO Köln als Modeeinkäufer und tatverdächtiger Sohn der Geschäftsführerin einer Online-Shopping-Plattform und in der 5. Staffel der TV-Serie Heldt als Paläontologie-Student.
Von 2018 bis 2020 spielte Donskoy an der Seite von Bettina Burchard den Kleinkriminellen und Priester wider Willen Maik Schäfer in der RTL-Serie Sankt Maik. Für diese Rolle wurde er für den Bayerischen Fernsehpreis als „Bester Schauspieler“ nominiert. Im Dresdner Tatort Wer jetzt allein ist (Erstausstrahlung: Mai 2018) verkörperte er den attraktiven und selbstsicheren Jungunternehmer Andreas Koch, der sich am Ende als undurchschaubarer Soziopath erweist und als Mörder überführt wird.
Seit der Tatort-Folge Das verschwundene Kind, dem 26. Fall der Kommissarin Charlotte Lindholm, die im Februar 2019 ausgestrahlt wurde, spielt Donskoy den Rechtsmediziner Nick Schmitz. 2019 hatte Donskoys Kinofilm Crescendo Premiere auf dem Filmfest München. Er spielt darin an der Seite von Peter Simonischek den übereifrigen Violinisten Ron, der sich einem israelisch-palästinensischen Jugendorchester anschließt. 2019 spielte er in der HBO-Serie Strike Back den israelischen Gangster Danny Dahan und 2020 in der 4. Staffel der Netflix-Serie The Crown Prinzessin Dianas Liebhaber James Hewitt. Im ZDF-Film KI – Die letzte Erfindung (2021) spielte er einen Anwalt, der sich, nachdem er seinen Job an eine künstliche Intelligenz verliert, entscheidet, selbst zu einer halben Maschine zu werden. In dem als Ensemblefilm konzipierten, episodischen Weihnachtsfilm Wenn das fünfte Lichtlein brennt (2021) verkörperte Donskoy als DJ Conrad Bruhns und Jugendfreund des ungeouteten Ramp Agents Sebastian (Tim Kalkhof) eine der Hauptrollen. In der ZDF-Serie Der Palast (2021) spielte Donskoy den international erfolgreichen Starchoreografen Stevens Williams.
Im Januar 2019 veröffentlichte er seine erste Single Cry By the River, worauf im Mai seine Debüt-EP Didn’t I Say So folgte. Im Oktober 2019 spielte er seine erste Club-Tour durch Deutschland und veröffentlichte im Oktober 2020 die Single 24. Im selben Jahr folgte die Single Robbed Me, 2021 Bring Me Back My Smile und Jude.
Er ist Gastgeber und Moderator der mit dem Deutschen Fernsehpreis 2021 und dem Grimme-Preis 2022 ausgezeichneten Talkshow Freitagnacht Jews – Schabbat mit Daniel Donskoy, die zunächst auf YouTube und in der ARD-Mediathek und später im TV-Programm des WDR zu sehen war. Thema der Sendung ist junges jüdisches Leben in Deutschland. 2021 war er Moderator des Deutschen Filmpreises.
Nach dem russischen Überfall auf die Ukraine 2022 versuchte er mit dem russischen Song Net Vojne („Nein zum Krieg“) der russischen Kriegspropaganda etwas entgegenzusetzen, was nach Donskoys Angaben sehr gemischte Reaktionen auslöste.
Im Oktober 2022 veröffentlichte Netflix die 2. Staffel der international erfolgreichen deutschen Serie Barbaren, in der Donskoy die Rolle des Flavus übernahm.
Am 5. November 2022 gewann er als Maulwurf maskiert die 7. Staffel von The Masked Singer.
2023 sah man Donskoy dann in der mehrfach ausgezeichneten US-Miniserie A Small Light (Ein Funken Hoffnung – Anne Franks Helferin).
Im Oktober 2024 konnte er sich in der Sendung Schlag den Star gegen Max Giesinger behaupten.

## Filmografie (Auswahl)
- 2014: Prometheus Rising (Kurzfilm)
- 2015: Detectorists (Staffel 2, Fernsehserie; Serienrolle)
- 2015: The Honourable Rebel (Kinofilm)
- 2016: Casualty (Fernsehserie; Episodenrolle)
- 2016: Victoria (Fernsehserie; Serienrolle)
- 2017: SS-GB (Fernsehserie; Episodenrolle)
- 2017: SOKO Leipzig (Fernsehserie; Folge: Chefsache, Episodenrolle)
- 2017: SOKO Köln (Fernsehserie; Folge: Geliebte Feindin, Episodenrolle)
- 2017: Heldt (Fernsehserie; Folge: Die Dinos sind los, Episodenrolle)
- 2018–2021: Sankt Maik (Fernsehserie; Serienrolle, 28 Episoden)
- 2018: Tatort: Wer jetzt allein ist (Fernsehreihe)
- 2019: Tatort: Das verschwundene Kind (Fernsehreihe)
- 2019: Crescendo (Kinofilm)
- 2019: Strike Back (Fernsehserie, Episodenrolle)
- 2020: Bibi & Tina – Die Serie (Amazon-Prime-Serie, Serienrolle)
- 2020: Tatort: Krieg im Kopf (Fernsehreihe)
- 2020: Tatort: National feminin (Fernsehreihe)
- 2020: The Crown (Fernsehserie, Serienrolle)
- 2021: Schlafschafe (Miniserie)
- 2021: KI – Die letzte Erfindung (Fernsehfilm)
- 2021: Faking Hitler (Fernsehserie)
- 2021: Wenn das fünfte Lichtlein brennt (Fernsehfilm)
- 2021: Der Palast (Fernsehserie)
- 2022: Bibi & Tina – Einfach anders (Kinofilm)
- 2022: Tatort: Die Rache an der Welt (Fernsehreihe)
- 2022: Barbaren II (Fernsehserie)
- 2023: Ein Funken Hoffnung – Anne Franks Helferin (Fernsehserie)
- 2023: Shoshana
- 2023: Aufgestaut (Fernsehserie)
- 2024: Tatort: Geisterfahrt (Fernsehreihe)

## Diskografie

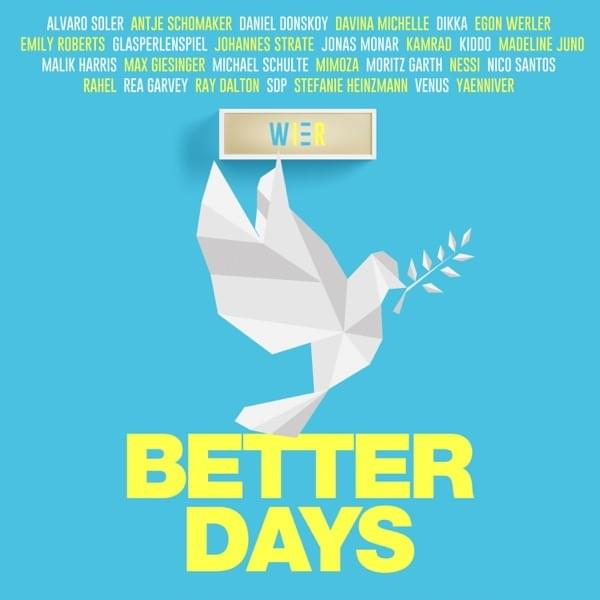
Frontcover zu Better Days.

### Als DONSKOY
EPs:
- 2019: Didn't I Say So[35]

Singles:
- 2019: Cry By The River[35]
- 2019: Didn't I Say So[35]
- 2019: Should I Give Up On Love[36]
- 2020: Intro[37]
- 2020: 24[38]
- 2020: Robbed Me[23]
- 2021: Bring Me Back My Smile[24]
- 2021: Jude[25]
- 2022: Net Vojne - нет войне[39]
- 2022: Better Days (mit WIER)
- 2024: Sippin
- 2024: Middleman
- 2024: Bang

## Auszeichnungen und Nominierungen
- 2018: Nominierung für den Bayerischen Filmpreis als „Bester Schauspieler – Fernsehspiel/Fernsehfilm“ in Sankt Maik
- 2021: Deutscher Fernsehpreis für Freitagnacht Jews
- 2022: Grimme-Preis für Freitagnacht Jews